# Matti Sanaksenaho
Matti Sanaksenaho (né le 24 février 1966 à Helsinki) est un architecte finlandais.

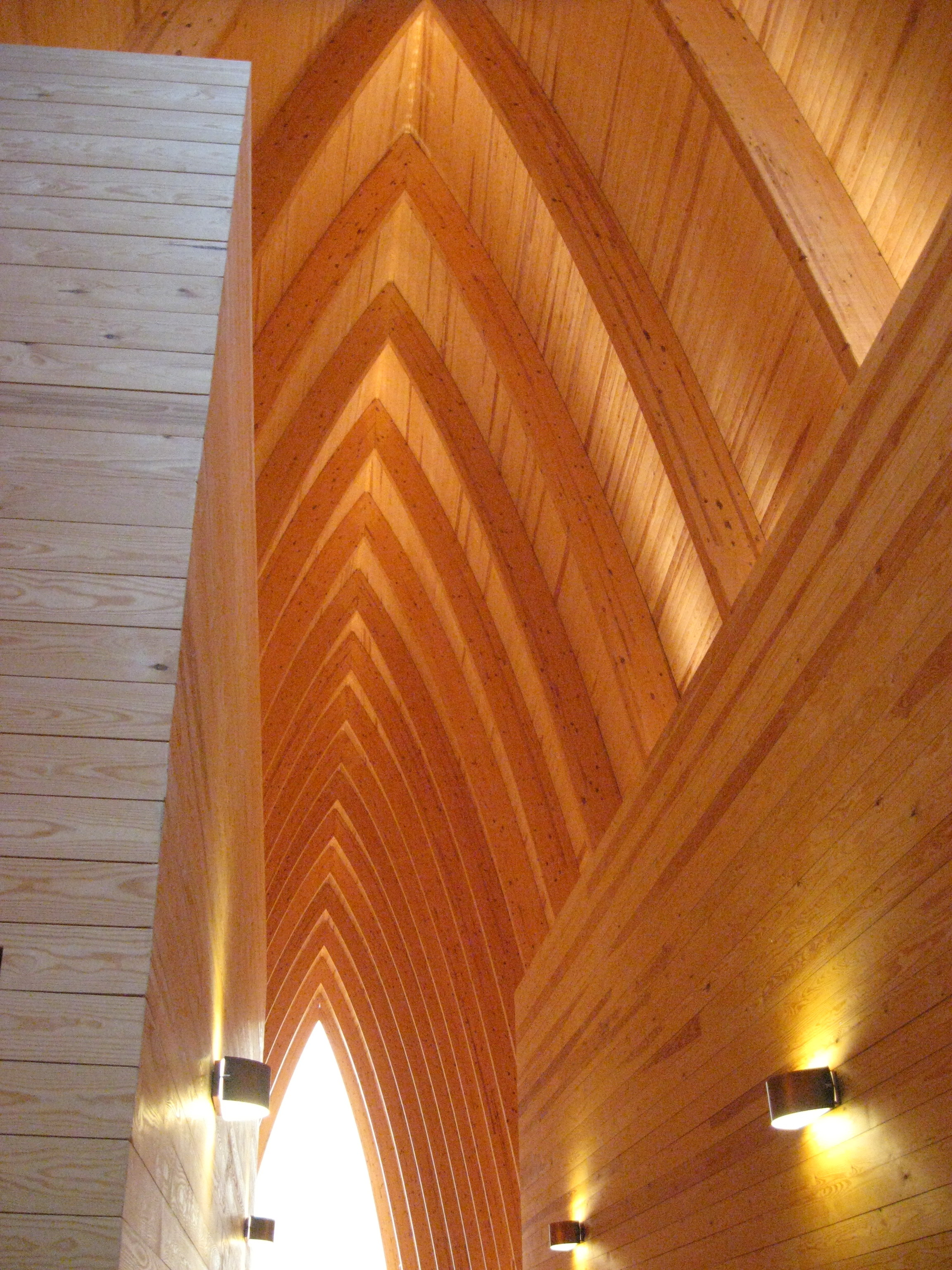
Chapelle œcuménique.

## Biographie
En 1993, il obtient son diplôme d’architecte de l’université de technologie d’Helsinki.
En 1991, il fonde avec Pirjo Sanaksenaho l’agence Sanaksenaho Architects à Helsinki.
Depuis janvier 2011, il est professeur d'architecture contemporaine à l'université d'Oulu .

## Ouvrages
- Chapelle œcuménique, Turku (2005)
- Pavillon de la Finlande ”Helvetinkolu”[3], Exposition universelle, Séville (1992)
- Résidence étudiante[4], Vaasa, (1997)
- Maison Tammimäki (2001).
- Bâtiment de la Fondation pour la santé des étudiants[5], Helsinki (2010)
- Villa, Nankin, Chine (2013)[6]

## Prix
- 1992, Prix national d'architecture finlandaise
- 2000, Prix Reima Pietilä
- 2005, Prix culturel de l'Église
- 2007 Grand Prix International Barbara Cappochin[7]

## Galerie

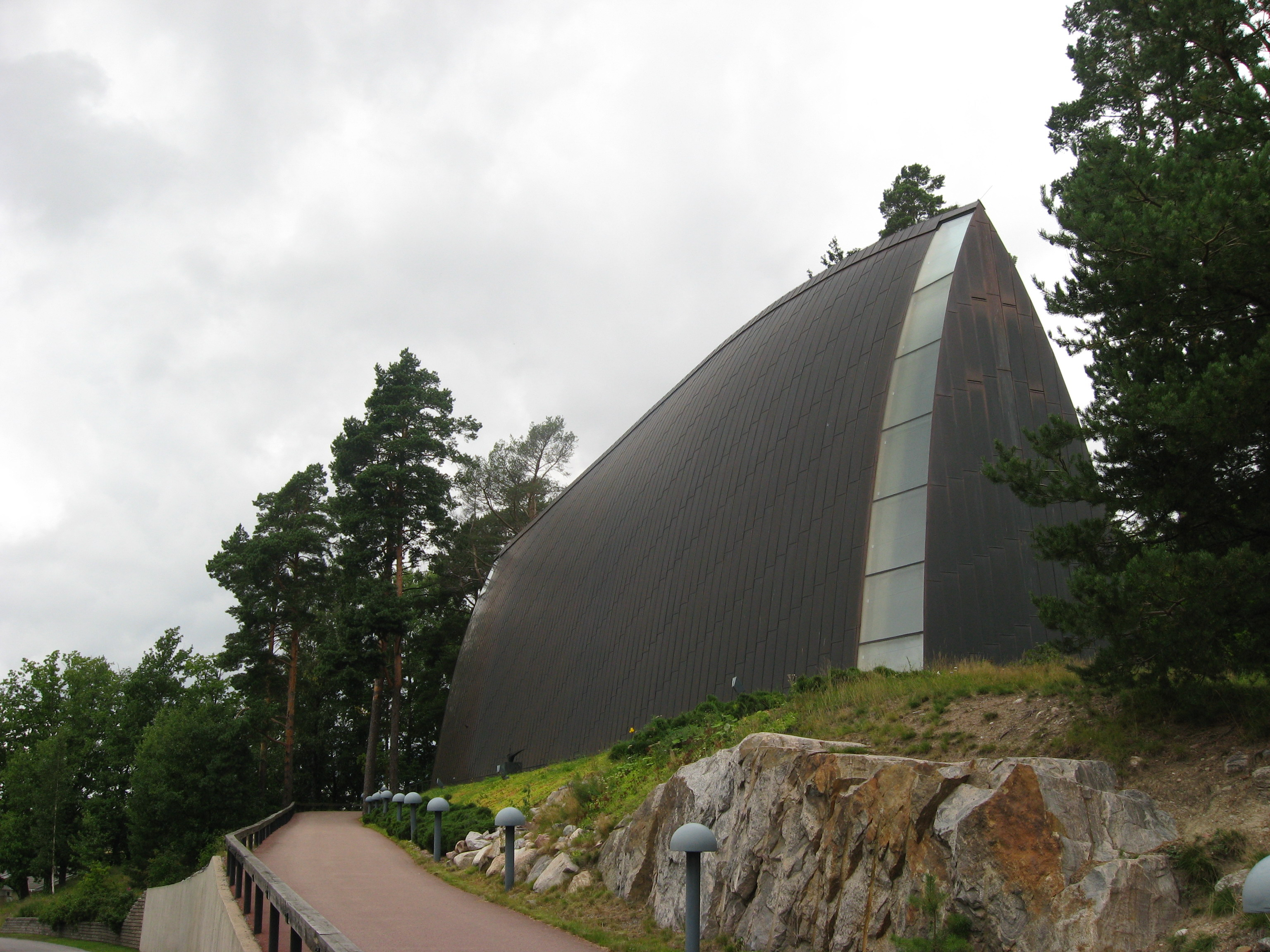
Chapelle œcuménique de Turku
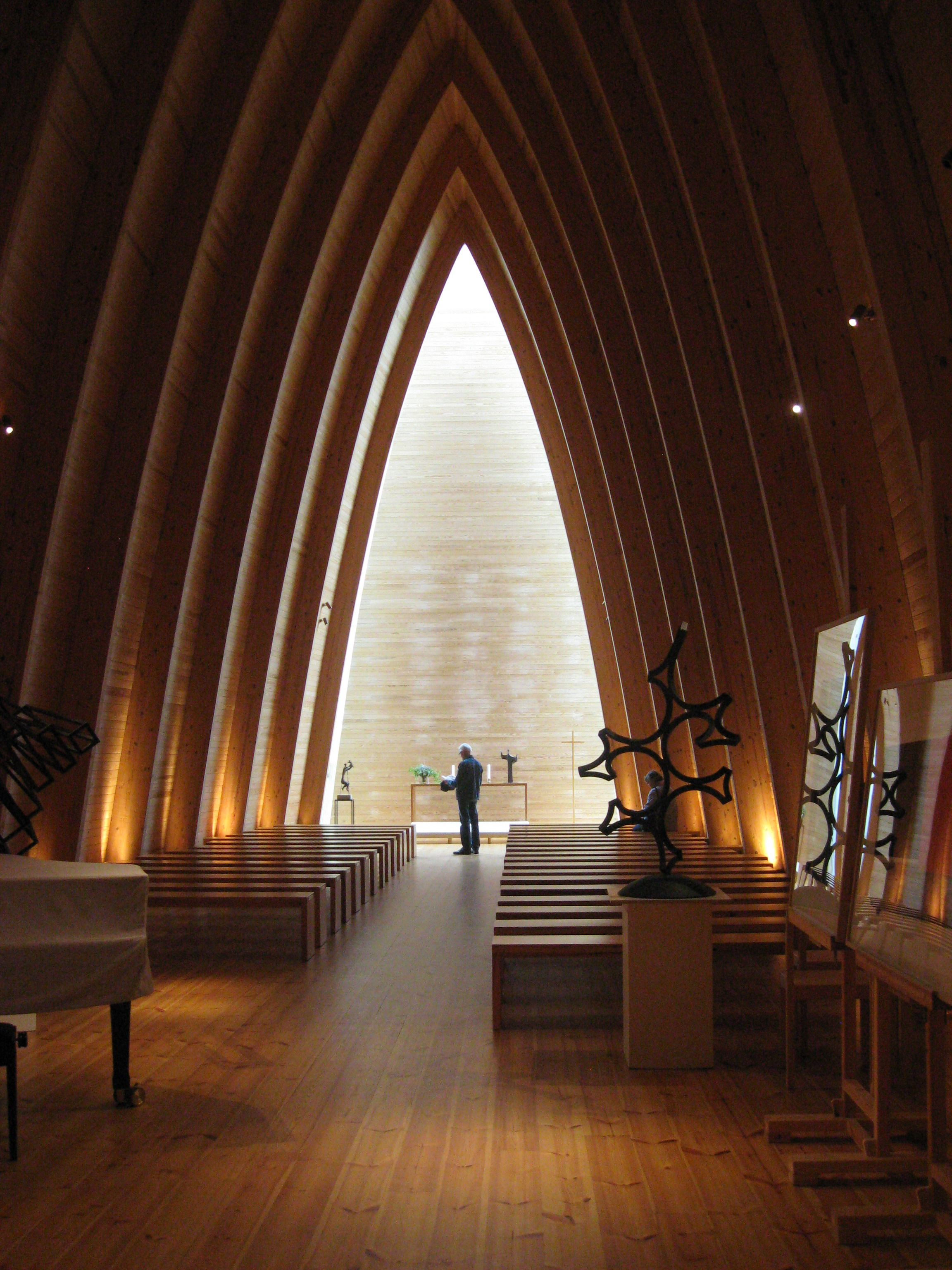
Chapelle œcuménique de Turku